# Svobodova
Svobodova je ulice v Praze 2, která leží mezi Vltavou na Výtoni a ulicí Na slupi. Její západní část od Rašínova nábřeží po ulici Na Děkance patří do katastru Nové Město, východní část od ulice Na Děkance po ulici Na slupi patří do katastru Vyšehrad. Podél její jižní strany vede Železniční trať Praha–Plzeň. Ulice je dlouhá přibližně 450 metrů.

## Historie
Ulice se od doby svého vzniku v roce 1884 jmenuje Svobodova po české pokrokovém pedagogovi Janu Svobodovi (1800?-1844).

## Poloha a dopravní funkce
Ulice je obousměrná a po celé její délce po ní vede tramvajová trať. Začíná (podle číslování domů) na Rašínově nábřeží na světelné křižovatce, kde je i kolejová křižovatka tvaru T.
- odbočení do ulice Vnislavova s podjezdem železniční trati
- zastávka MHD Výtoň
- světelná křižovatka s ulicí Vyšehradská a s odbočením do ulice Vnislavova s podjezdem železniční trati
- napojení ulice Na Děkance
- odbočení do ulice Vinařického
- jednostranná zastávka MHD Albertov

Ulice končí na světelné křižovatce s ulicí Na slupi, kde je i kolejová křižovatka tvaru T.

## Významné body v ulici
- Železniční trať Praha–Plzeň
- Výtoň
- Česká grafická unie – čp. 1961/1
- zadní trakt Základní školy Botičská
- bývalé nádraží Praha-Vyšehrad – čp. 86/2